# Stomatium beaufortense
Stomatium beaufortense är en isörtsväxtart som beskrevs av L. Bol. Stomatium beaufortense ingår i släktet Stomatium och familjen isörtsväxter. Inga underarter finns listade i Catalogue of Life.